# C/2008 G4 (SOHO)
C/2008 G4 (SOHO) – kometa jednopojawieniowa odkryta na zdjęciach SOHO przez Michała Kusiaka. Została odkryta 9 kwietnia 2008 roku. Należy do grupy komet Kreutza.